# Семигоры (Киевская область)
Семигоры (укр. Семигори) — село, входит в Богуславский район Киевской области Украины.
Население по переписи 2001 года составляло 405 человек. Почтовый индекс — 09723. Телефонный код — 4561. Занимает площадь 2,1 км². Код КОАТУУ — 3220685304.

## Местный совет
09723, Киевская обл., Богуславский р-н, с. Ольховец

## История
В XIX веке село Семигоры было в составе Ольховецкой волости Каневского уезда Киевской губернии. В селе была Успенская церковь.

## Известные люди
- Степан Евтропьевич Трезвинский — оперный певец.
- Семья Мазур (Мазуренко) села Семигоры была прототипами Кайдашей, повести Ивана Семеновича Нечуя-Левицкого «Кайдашева семья»[1].